# Northolt (metropolitana di Londra)
Northolt è una stazione della metropolitana di Londra situata sulla linea Central.

## Storia
Nel punto in cui oggi sorge la stazione, la Great Western Railway ha costruito nel 1907 un punto di arresto del treno denominato Northolt Halt, lungo la linea New North Main Line (ora Acton–Northolt line) verso Birmingham. Il Northolt Halt è stato poi rinominato Northolt (for West End) Halt fino alla sua chiusura, nel 1948, quando la linea Central è stata estesa da North Acton. La stazione di Northolt è stata aperta a novembre del 1948.
Nel febbraio 2024 la TfL ha annunciato che i lavori per rendere la stazione accessibile ai passeggeri con disabilità, originariamente previsti per il 2020 e rinviati per via della pandemia di Covid-19, avrebbero avuto inizio nei primi mesi del 2025. I lavori sono iniziati nel febbraio 2025 e prevedono l'installazione di un nuovo sovrappassaggio pedonale e di un ascensore, e dovrebbero essere completati entro l'estate 2026.

## Interscambi
Nelle vicinante della stazione effettuano fermata alcune linee automobilistiche di superficie urbane, gestite da London Buses.
- Fermata autobus

## Galleria d'immagini

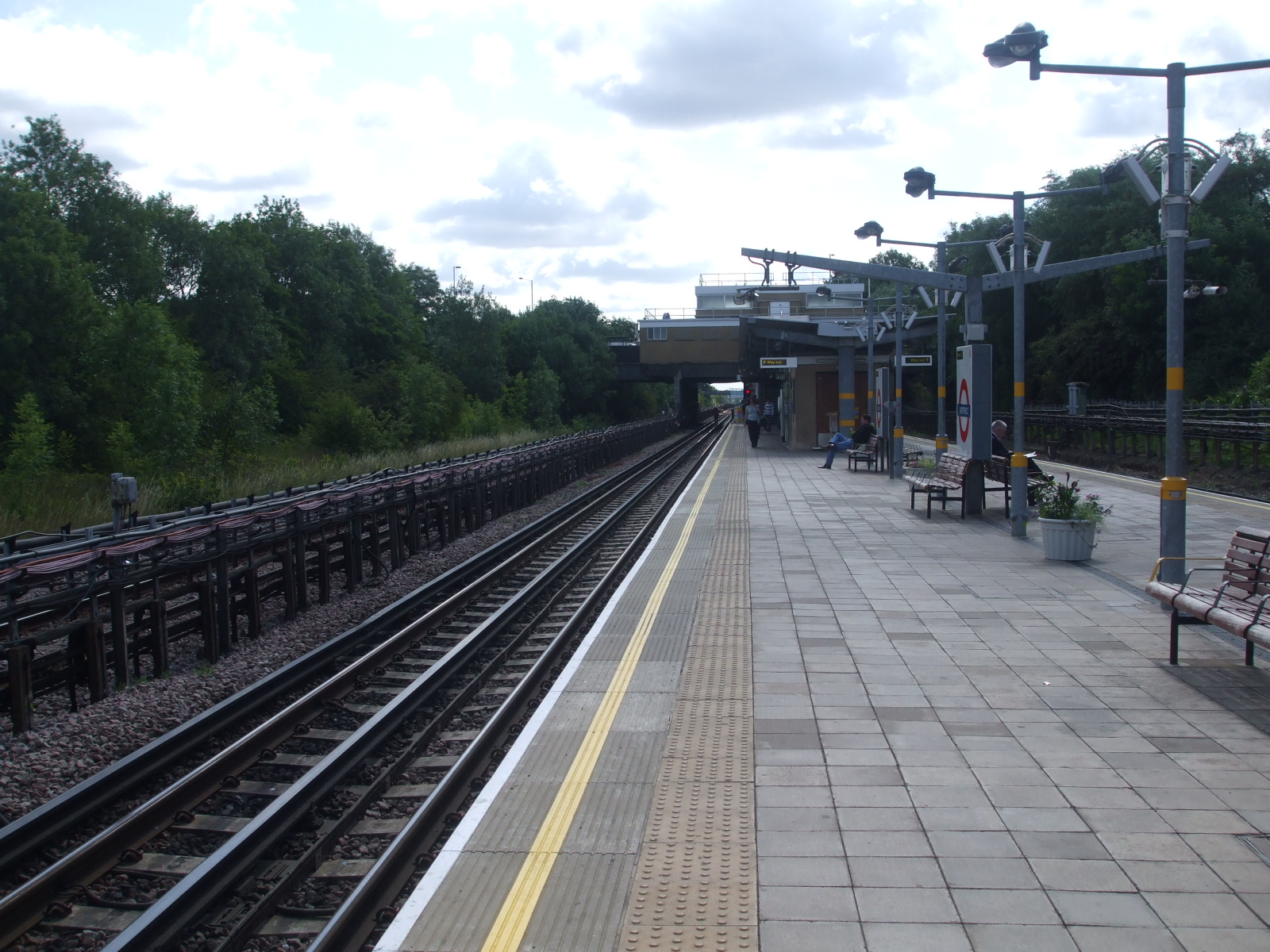
Il binario est
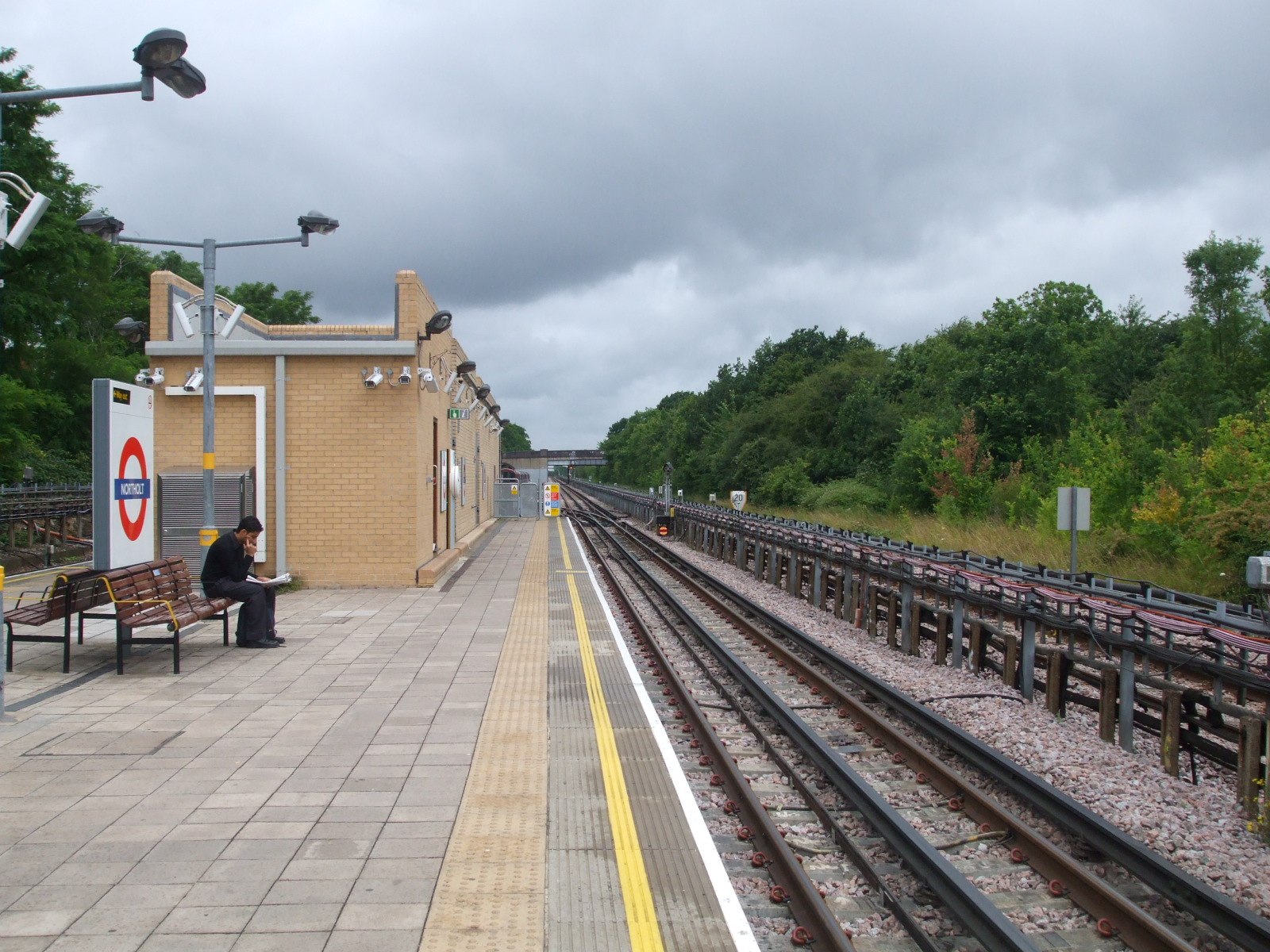
Il binario ovest
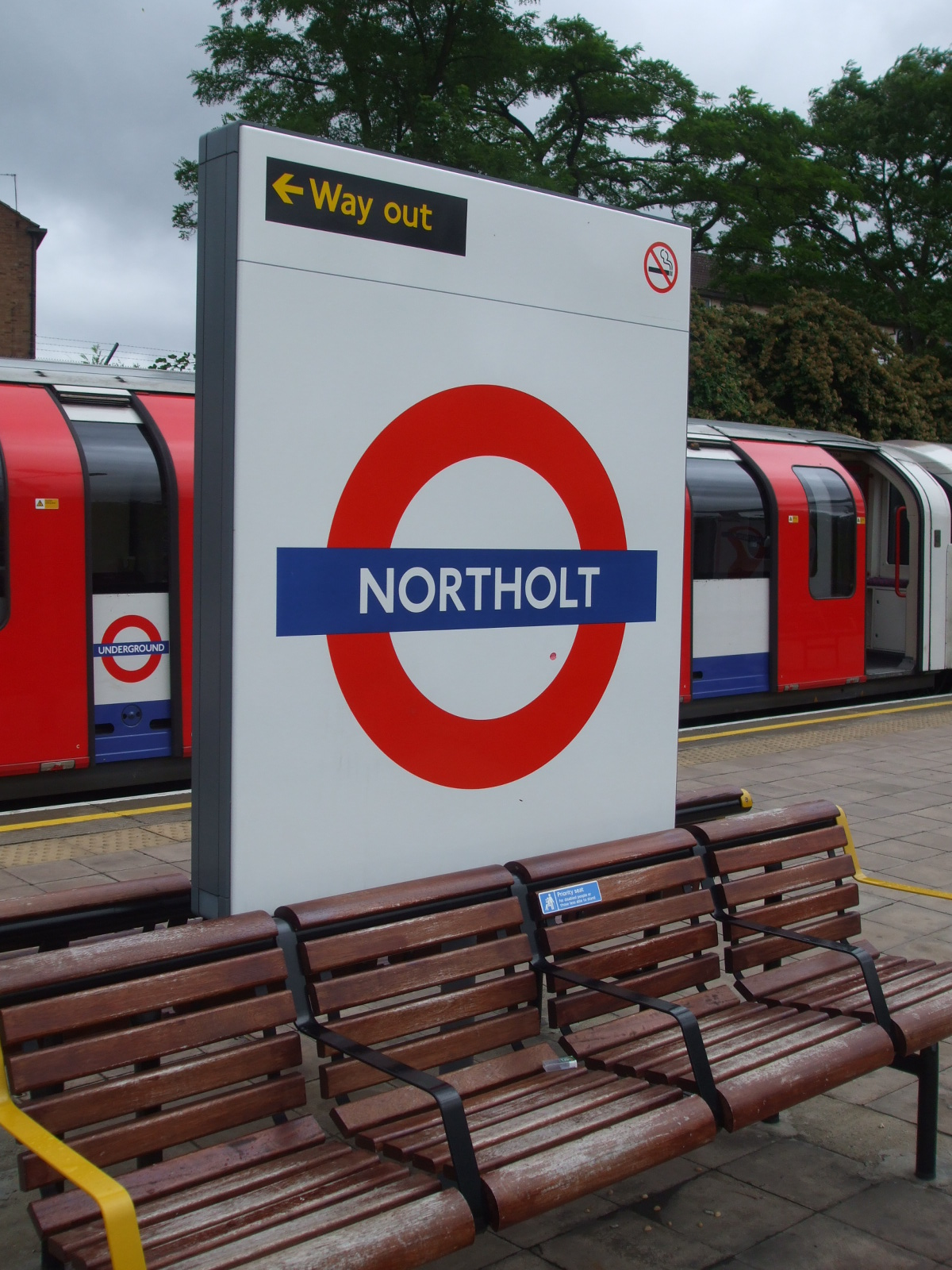
L'insegna della stazione del London Underground